# پیمان سلمانی
پیمان سلمانی (زادهٔ ۱۸ آوریل ۱۹۹۴) یک بازیکن فوتبال اهل ایران است که در پست دروازه‌بان برای باشگاه فوتبال ذوب‌آهن اصفهان در لیگ برتر فوتبال خلیج فارس بازی می‌کند.